# LMNO
LMNO foi o título provisório de um jogo eletrônico de tiro em primeira pessoa e RPG de ação desenvolvido para a Electronic Arts. O jogo teria uma parceria com o cineasta Steven Spielberg e foi anunciado pela primeira vez em 2005. Seu objetivo era provocar emoções no jogador e foi descrito como "uma mistura de movimentos parkour em primeira pessoa com objetivos de aventura/RPG e jogabilidade baseada em fugas, tudo envolvendo a relação do jogador com uma personagem semelhante a uma alienígena chamada Eve". Entretanto, o projeto foi oficialmente cancelado pela Electronic Arts em 2010.